# بن باديس (سيدي بلعباس)
ابن باديس من أكبر مدن ولاية سيدي بلعباس ومقر دائرة ابن باديس تقع إلى الجنوب الغربي من مدينة سيدي بلعباس بحوالي 40 كم، و 50 كم غرب مدينة تلمسان. يحدها شمالا بلدية حاسي زهانة وشرقا بلدية شيطوان بليلة ومن الجنوب والغرب دائرة عين تالوت (ولاية تلمسان).

## أصل التسمية
سميت المدينة عند تأسيسها إبان الاحتلال الفرنسي باسم الفيلسوف الفرنسي رينيه ديكارت (Descartes)
، 
فكان يطلق عليها «ديسكارت» أو «ديسكار» (حسب النطق المحلي). 
و في ستينيات القرن العشرين بعيد استقلال الجزائر أعيد تسمية المدينة وقيل في سبب تسميتها، ان من سماها حافظ على ان تبقى المدينة تحمل اسم أحد العلماء فكان أن سميت باسم العلامة الجزائري عبد الحميد ابن باديس وعرفت بمدينة ابن باديس من ذلك.

## تاريخها
لا يعرف بالضبط تاريخ المنطقة قبل الاحتلال الفرنسي لكن تذكر إحدى الروايات الشفوية ان المنطقة قبل الاحتلال كانت غابة تسمى بـ «غار السبع» ويضيف نفس المصدر ان سبب تسميتها بذلك كونها كانت ملجأ للأسود.
المرجح ان الفرنسيين قاموا بتخطيط المدينة وتعميرها بدايات ثمانينيات «القرن التاسع عشر» ويذكر موقع ألجي - روا.نت الفرنسي ان تاريخ تاسيس المدينة كان سنة 1892 ، 
أي بعد حوالي خمسين سنة من تأسيس مدينة سيدي بلعباس 1843 لكن هناك اعتقاد ان هذا التاريخ هو نهاية التعمير لا بدايته لان هذا التاريخ (1892) يظهر على أعلى باب مدخل أحد المنازل الفرنسية القديمة الموجودة باين باديس كدلالة لسنة انتهاء بناء هذا المنزل، وفي هذا دليل على ان الوجود السكاني بالمدينة بدأ قبل هذا التاريخ.
كانت المدينة في بداية الامر عبارة عن بعض المنازل الريفية تتبع إداريا لبلدية عين تالوت،
 حتى سنة 1900 حيث زاد التوسع السكاني والعمراني تقرر ان تصبح ابن باديس بلدية مستقلة تابعة إداريا لمحافظة وهران departement d'oran حسب التقسيم الإداري الفرنسي انذاك.
 
ثم ظهرت بعد ذللك التجمعات السكانية للجزائريين في حي ما أصبح يعرف الآن بالحي الشعبي «القرابة» وكانت هذه التجمعات العربية أقامها المزارعون والعمال الذين عملوا بمزارع المعمرين الفرنسيين التي تحيط المدينة.

## الجغرافيا والطابع العمراني
الموقع الفلكي ||°57′34″ شمال - °54′0″ شرق
عمرت المدينة على ارض تلية منبسطة نسبيا تتكون المدينة من شطرين يفصلها ما يشبه الوادي صغير فيشكل الشطر الأول الحي الشعبي أو الحي العربي القديم (القرابة) فيما يشكل الشطر الثاني الحي الأوربي أو (الفيلاج كما يسمى محليا) والذي يعني القرية بـاللغة الفرنسية. ويتميز هذا الحي من الناحية المعمارية بالصبغة الاوربية الواضحة.
و علاوة على هذين الحيين الكبيرين، توجد أحياء أخرى بنيت في فترات مختلفة من تاريخ تعمير المدينة حيث نجد الكثير من الأحياء قد بنيت خلال فترة السبعينيات والثمانينات من القرن الماضي. كحي «الزدمة» وحي «100 مسكن» أما خلال التسعينات والعشرية التي تليها لم تعرف المدينة حركة عمرانية كبيرة، إلا أنه خلال السنوات الأخيرة ظهر نشاط تعميري متزايد خاصة في الضاحية الشمالية والجنوبية من المدينة على محور الطريق الوطني.

## السكان والنشاط السكاني
يعيش بابن باديس حوالي 23.000 نسمة (إحصائيات 2008) ينحدر أغلبهم من أصول عربية، يتشكلون في ما يسمى محليا بالعروش، يشتغل الكثير من سكان المنطقة بالزراعة كون المدينة تقع في وسط منطقة سهلية، وتعد زراعات الكروم، القمح والشعير، أهم المحاصيل كما نجد بصفة أقل زراعة الزيتون والحمضيات.
تشكل التجارة باختلافها، قطاعا مهما من النشاط السكاني أما قطاع الصناعة، فلا يساهم كثيرا، ويتمثل هذا القطاع بمصانع صغيرة بالمدينة كمصنع الحليب ومطاحن الحبوب، وبعض المصانع القديمة التي وُرثت عن الاستعمار، والتي تختص في صناعة منتجات الأعناب كالخمور والخل.

## التعليم، الصحة، الرياضة والثقافة

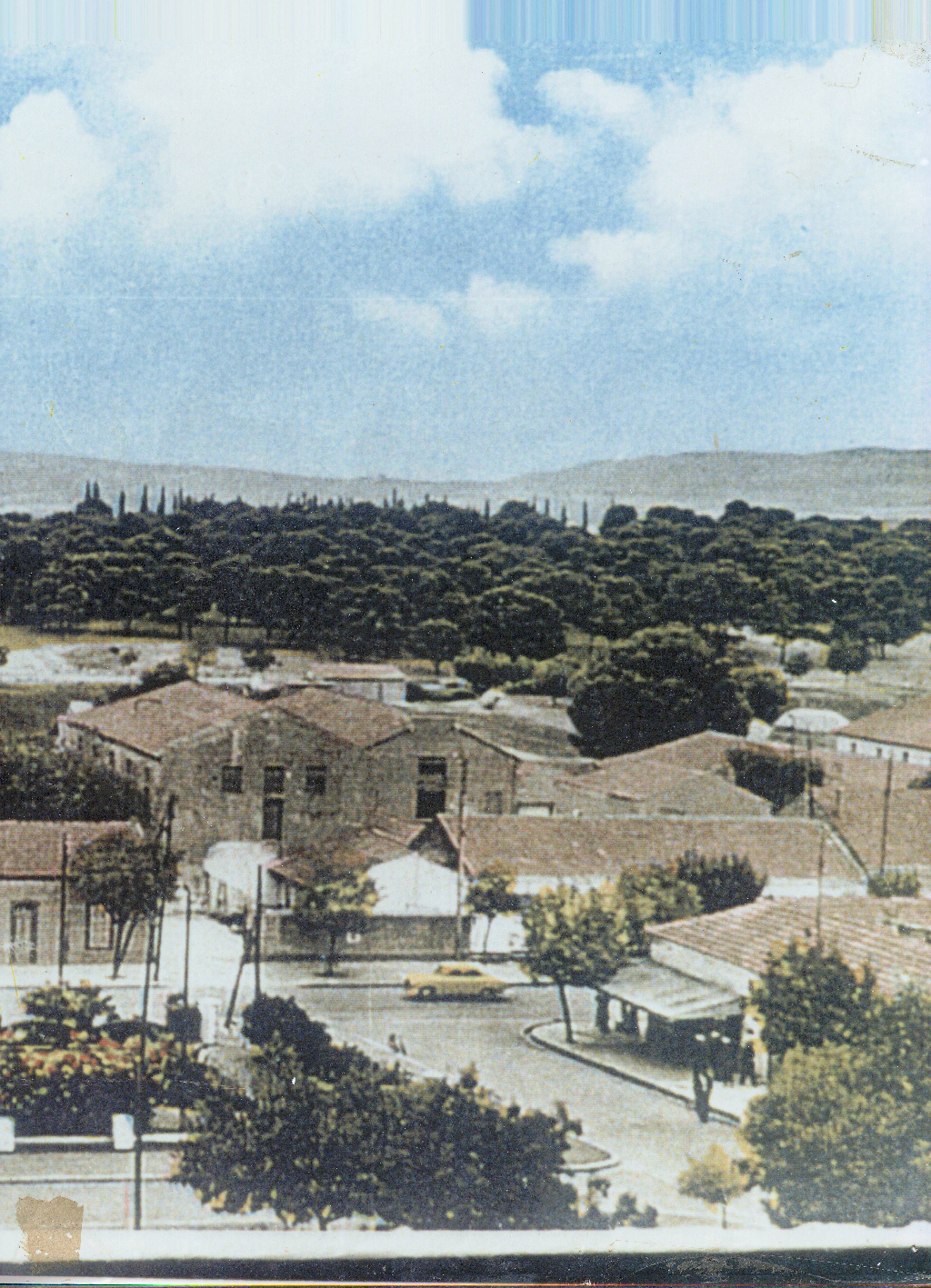
بن باديس سنة 1940
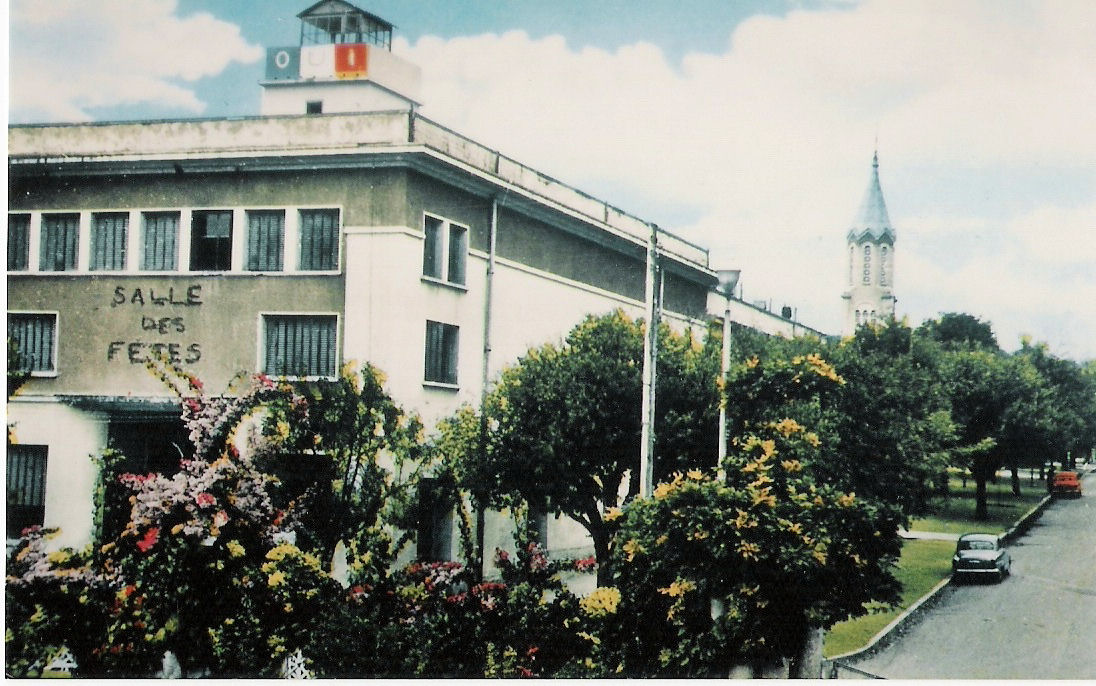
دار السينما (قاعة الحفلات) خمسينيات القرن العشرين

تقوم الهياكل التربوية بالمدينة متمثلة في مؤسستين اثنتين للتعليم الثانوي واربع متوسطات وستة مدارس ابتدائية ومركز للتكوين المهني.
و بها، مؤسسة عمومية للاستشفاء، ومركزا لطب الوقاية والاوبئة، وثلاثة مراكز صحية (مستوصفات).
يعد فريق شباب ابن باديس (CRBBB) لكرة القدم - الذي ينشط في دوري الجهوي الأول - الفريق الأكثر شعبية بالمدينة، ويعتبر من اعرق فرق كرة القدم على مستوى ولاية سيدي بلعباس حيث يعود تاريخ تاسيسه إلى سنة 1932 حسب الارشيف المحلي للفريق.
كما نجد رياضات أخرى لها شعبيتها أيضا ولديها نواديها التي تشارك في المنافسات المحلية والوطنية، كرياضة الكرة الحديدية، الكراتي دو، ورياضة بناءالاجسام.
يكاد ينحصر النشاط الثقافي بالمدينة بـ «وعدة رجال البلاد» وهو مهرجان للفلكلور والفنتازيا يقام سنويا في الخريف بين شهري سبتمبر وأكتوبر ويدوم ثلاثة أيام ويقصده الناس من المناطق القريبة وبعض الولايات المجاورة.

## صورمن بن باديس

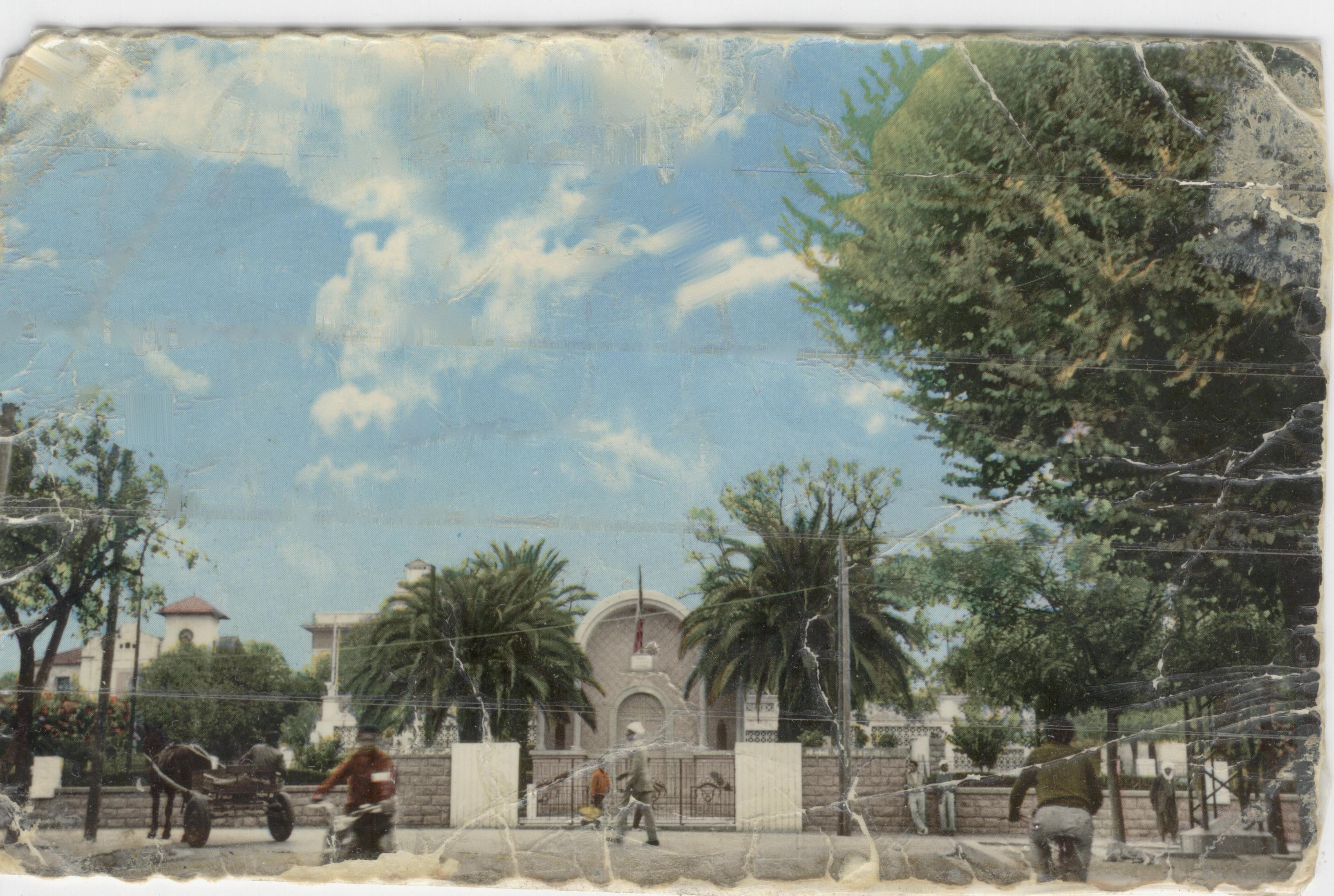
الحديقة العمومية أيام الخمسينات من القرن العشرين
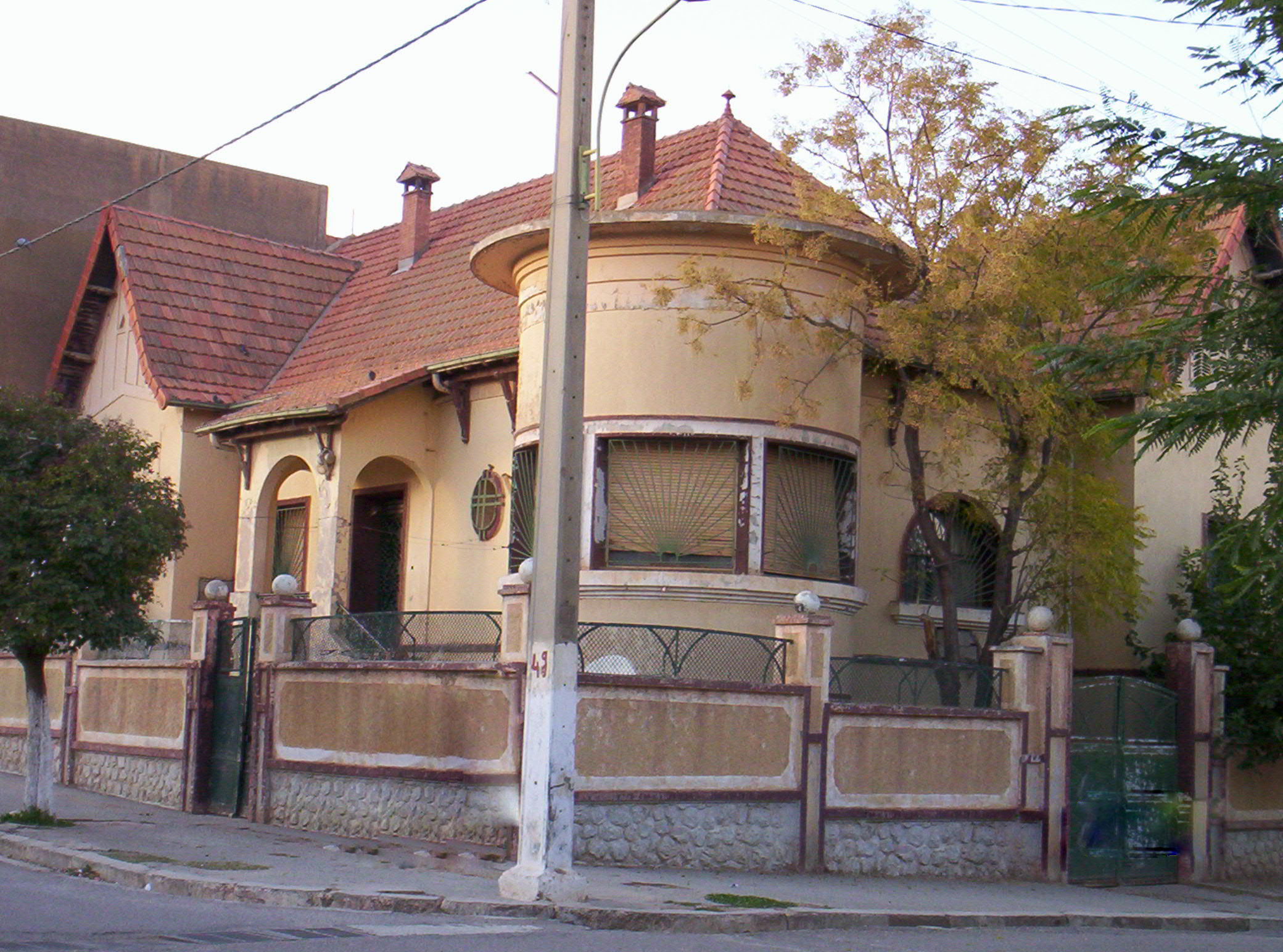
المحكمة القديمة بنيت خلال الاحتلال الفرنسي
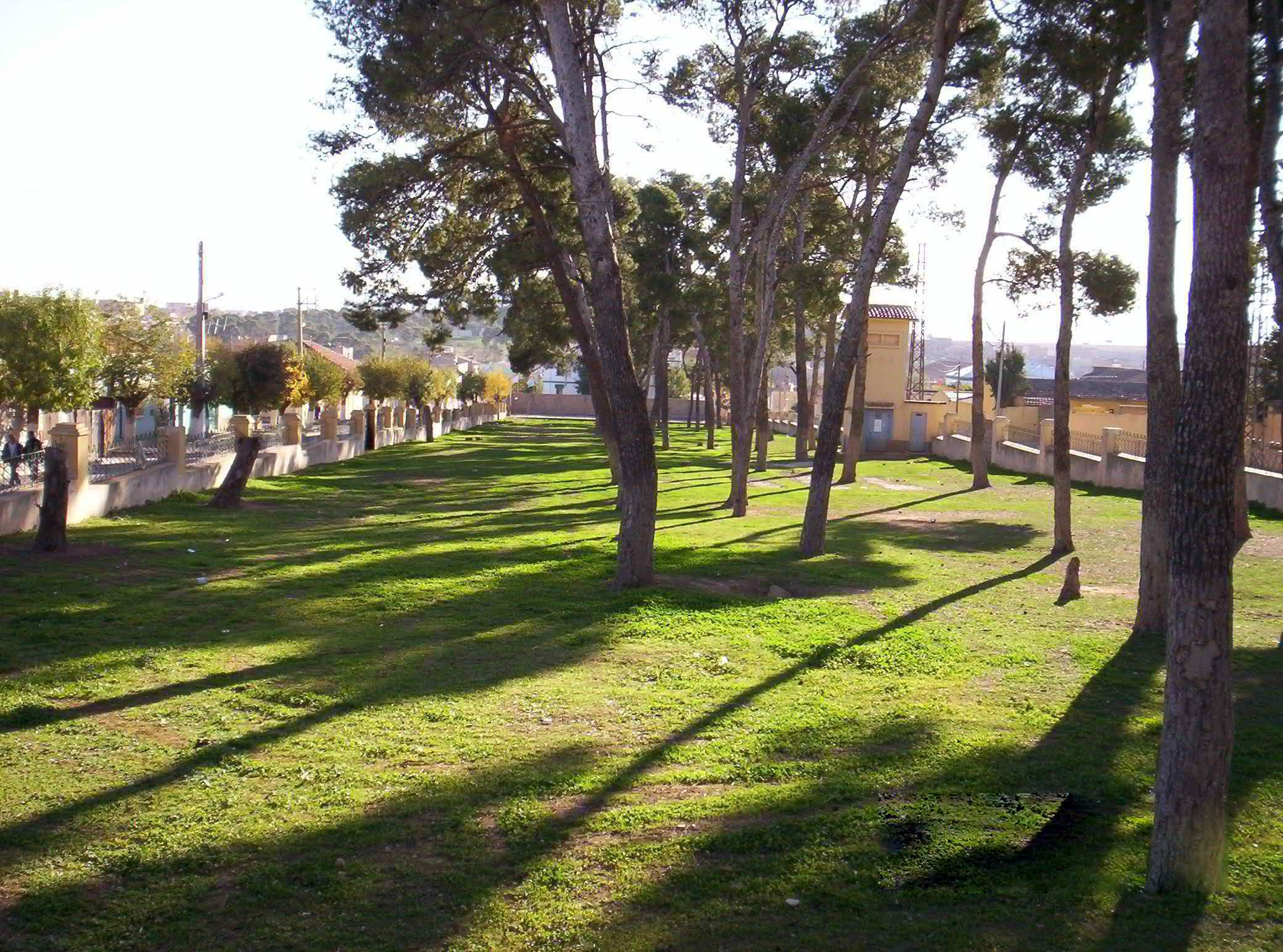
مساحة خضراء
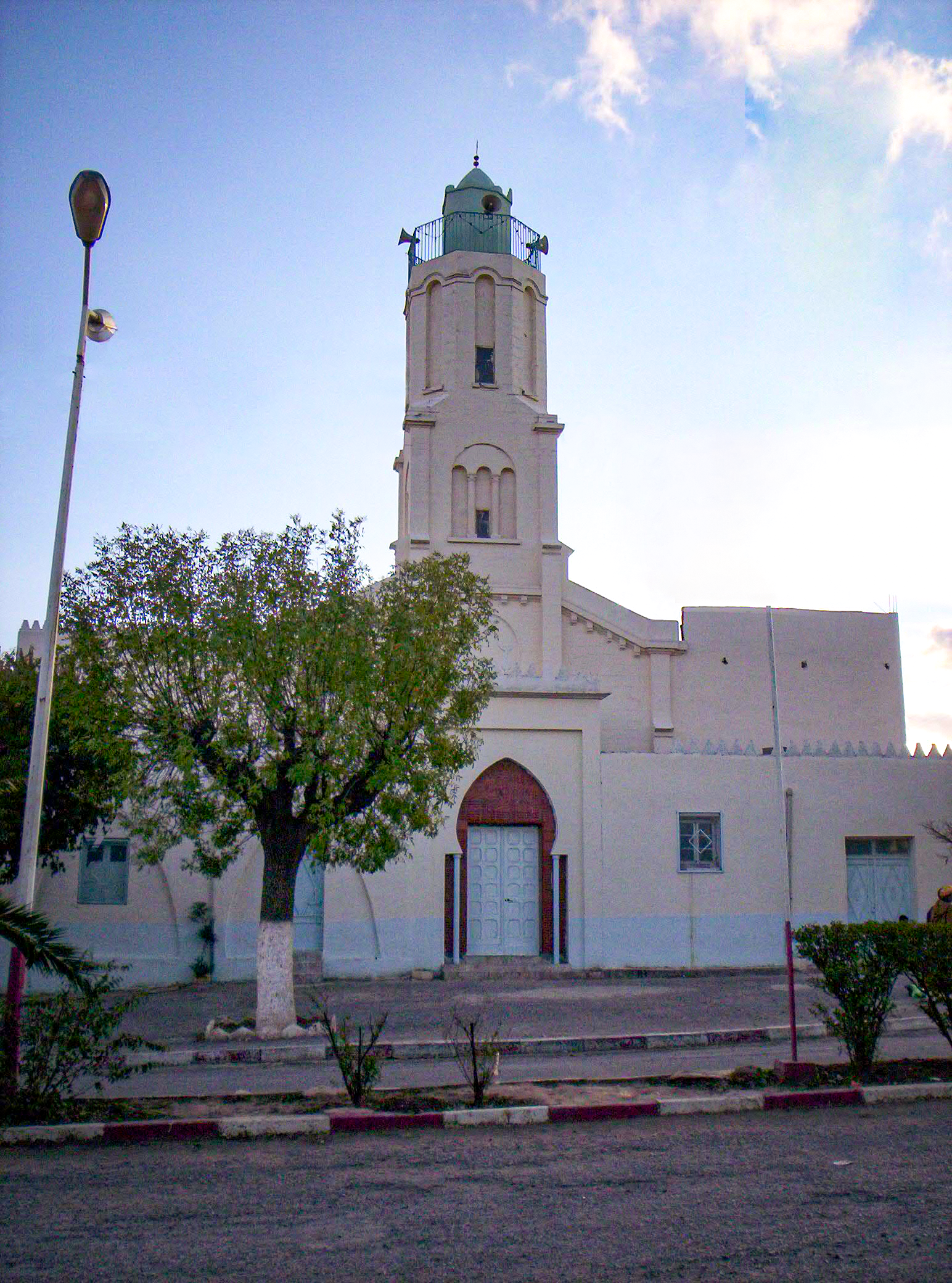
مسجد حمزة بن عبد المطلب

## وصلات أخرى

### وصلات داخلية
- دائرة بن باديس
- الشباب الرياضي لبلدية ابن باديس

### وصلات خارجية
- سيدي بلعباس أنفو

1. ↑  إحصاء سكان ولاية سيدي بلعباس 2008. نسخة محفوظة 03 مارس 2016 على موقع واي باك مشين.
2. ↑  GeoNames (بالإنجليزية), 2005, QID:Q830106
3. ↑  أسماء المدن والقرى الجزائرية اثناء الاحتلال الفرنسي نسخة محفوظة 17 نوفمبر 2011 على موقع واي باك مشين.
4. ↑  بوسنة عبد الرحمن، واقع الاستثمار الفلاحي بدائرة ابن باديس، مذكرة تخرج لنيل شهادة مهندس دولة، جامعة وهران 2011
5. ↑  (www.alger-roi.net) نسخة محفوظة 17 نوفمبر 2011 على موقع واي باك مشين.
6. ↑  نسخة محفوظة 5 مارس 2016 على موقع واي باك مشين. [موقع انكلوبيديا [وصلة مكسورة] "نسخة مؤرشفة". مؤرشف من الأصل في 2016-03-05. اطلع عليه بتاريخ 2012-12-17.{{استشهاد ويب}}:  صيانة الاستشهاد: BOT: original URL status unknown (link)
7. ↑  أرشيف بلدية ابن باديس